# Даань (Цзыгун)
Даа́нь (кит. упр. 大安, пиньинь Dà'ān) — район городского подчинения городского округа Цзыгун провинции Сычуань (КНР).

## История
С древних времён в этих местах добывали соль. При империи Северная Чжоу был учреждён уезд Фуши (富世县), названный так по имени знаменитой соляной шахты. При империи Тан из-за того, что иероглиф 世 входил в имя императора Ли Шиминя и потому стал табуированным, он был переименован в уезд Фуи (富义县), а при империи Сун из-за того, что иероглиф 义 входил в имя императора Чжао Куанъи, и потому стал табуированным — в уезд Фушунь (富顺县).
В годы войны с Японией для улучшения эффективности и расширения производства соли 5-й район уезда Фушунь и участки соледобычи 2-го района уезда Жунсянь были в 1939 году объединены в город Цзыгун. В 1953 году в составе Цзыгуна был образован район Дафэньбао (大坟堡区), в 1955 году переименованный в Даань. В 1957 году он был присоединён к району Цзылюцзин, но в 1961 году выделен вновь.

## Административное деление
Район Даань делится на 2 уличных комитета, 9 посёлков и 2 волости.